# 19 décembre dans les chemins de fer
19 novembre 19 janvier
Chronologies thématiques
- Croisades
- Sports
- Disney

Cette page concerne les événements qui se sont déroulés un 19 décembre dans les chemins de fer.

## Événements

### XIXesiècle
- 1827 : aux États-Unis, charte votée par la South Carolina General Assembly autorisant la South Carolina Canal and Railroad Company (en) (SCC&RR), entre Charleston et la ville disparue d'Hamburg, (Caroline du Sud), en face d'Augusta (Géorgie), sur la rivière Savannah (amendée le 30 janvier)[1],[2].
- 1851 : en  Espagne, décret royal accordant la concession du chemin de fer d'Alar del Rey à Santander à la Sociedad del Ferrocarril de Isabel II.

### XXesiècle
- 1906 : en France, création de la Compagnie des chemins de fer départementaux des Bouches-du-Rhône.
- 1980 : en France, ouverture de la deuxième section de la branche Marne-la-Vallée (A4) de la ligne A du RER d'Île-de-France entre Noisy-le-Grand - Mont d'Est et Torcy.

### XXIesiècle
- entre 2009 et 2013 : en Allemagne, un consortium regroupant les constructeurs français Alstom et canadien Bombardier remporte le marché des rames du métro de Hambourg. Le consortium devra livrer 27 rames, auxquelles s'ajoutent 40 en option pour un montant de 240 millions d'euros.